# Reitneracantha
Reitneracantha is een geslacht van uitgestorven slangsterren uit de familie Ophiacanthidae. Vertegenwoordigers van dit geslacht zijn slechts als fossiel bekend.

## Soorten
- Reitneracantha dissidens Thuy, 2013 †